# L'Affaire Raphaël
L'Affaire Raphaël (The Raphael Affair) est un roman policier d'Iain Pears paru en 1990. C'est le premier roman de la série « Jonathan Argyll ».
Jonathan Argyll annonce qu'une toile banale recouvrirait en réalité une toile de Raphaël. Quelques jours après, la toile disparaît de la petite église et réapparaît à Londres, où elle est vendue aux enchères. À la fois grisé par sa découverte et frustré de s'être fait voler la vedette, Jonathan continue ses recherches. Il annonce alors que la toile, en réalité, n'était pas un « vrai Raphaël ». Mais quelques mois après, un incendie détruit le précieux tableau et Manzoni, restaurateur de tableaux anciens et expert en fraude, est assassiné. Convaincu que la toile n'était pas authentique, Jonathan, avec l'aide de la jeune policière Flavia, tente de découvrir l'endroit où se trouve la vraie toile, et de découvrir l'identité de celui qui poursuit la même quête que lui.

## Éditions

### Pays francophones
Le roman a été publié en France en 1999 dans la collection 10/18 (Editis) avec une traduction de Georges-Michel Sarotte.

## Principaux personnages

### Victime
- Manzoni : restaurateur de tableaux anciens et expert en fraude.

### Enquêteurs
- Jonathan Argyll : étudiant anglais en cours de thèse.
- Flavia di Stefano : inspectrice de police à la brigade de protection du patrimoine.
- Taddeo Bottando : Général, directeur de la brigade de protection du patrimoine et chef direct de Flavia.

### Suspects
- Edward Byrnes : Anglais, marchand d'art.
- Marco di Tommaso : directeur du musée national dans lequel est exposé Elisabetta.
- Enrico Spello : sous-directeur du musée national.
- Antonio Ferraro : sous-directeur du musée national.

### Autres
- Jean-Luc Morneau : Français, faussaire.
- Monsieur Janet : expert français.

## Résumé

### Début du roman
L'étudiant anglais Jonathan Argyll annonce qu'une toile banale de Mantini, un peintre oublié de la Renaissance, recouvrerait en réalité une toile de Raphaël. La toile est expertisée : effectivement, c'est un vrai Raphaël. La toile disparaît de la petite église où elle était entreposée et réapparaît à Londres, où elle est vendue aux enchères sous le nom d’Elisabetta. L'État italien se porte acquéreur d’Elisabetta.

### Enquêtes
À la fois grisé par sa découverte et frustré de s'être fait voler la vedette, Jonathan continue ses recherches et se ravise. Il annonce alors que la toile n'était pas de Raphaël. Mais fort opportunément, lors d'une réception au musée national italien, un incendie détruit le précieux tableau. Convaincu que la toile n'était pas authentique, Jonathan, avec l'aide de la jeune policière Flavia di Stefano, se met sur les traces d'un maître faussaire français, Jean-Luc Morneau, qui vient de mourir.
Manzoni, restaurateur d'art au musée national italien, est poignardé. Sa mort rebat les cartes : en sus d'une toile incendiée dont on ignore si c'était ou non un Raphaël, quelqu'un a considéré que Manzoni pouvait être une menace pour ses intérêts.
Jonathan poursuit des recherches dans la ville de Sienne, convaincu d'y trouver le vrai Raphaël. Enfermé volontairement avec Flavia dans le musée de la ville, Jonathan se retrouve nez-à-nez avec l'assassin et voleur. Au cours de la bagarre, l'homme tombe du cinquième étage et se tue : il s'agit d'Antonio Ferraro, sous-directeur du musée national.
Plus tard le directeur du musée, Marco di Tommaso, est arrêté pour fraude et détournement d'objets artistiques.

### Fin du roman
Embauché par Edward Byrnes qu'il considérait comme un receleur, Jonathan Argyll trouve le fin mot de l'affaire. Un vrai Raphael était passé pour une toile de Mantini au XVIIe siècle ; plus tard au XXe siècle, le faussaire Moreau, croyant qu'il s'agissait d'un simple Mantini, avait peint à la manière de Raphaël sur la toile du Raphaël . Ainsi Moreau avait peint « un faux Raphaël » sur « un vrai ».